# ان‌جی‌سی ۳۵۵۳
ان‌جی‌سی ۳۵۵۳ یک کهکشان است.